# Zenita Guenther
Zenita Cunha Guenther, PhD, (Cruzeiro, 19 de junho) é doutora em Psicologia da Educação pela Universidade da Flórida e mestre em Orientação e Aconselhamento Psicológico pela Universidade do Sul da Flórida. Há 50 anos vem se dedicando à pesquisa e prática em Educação Especial para Dotados e Talentosos, envolvida na formação de professores em todos os níveis de ensino. 

## Biografia
Filha de Diógenes de Souza Cunha e Maria Carlos da Cunha, Zenita nasceu na cidade de Cruzeiro, em São Paulo. Ainda em tenra idade se mudaria para Lavras (MG), uma vez que seu pai era ferroviário. Estudou na Escola Estadual Firmino Costa, demonstrando desde cedo ser uma criança acima da média e mais capaz.   
Já aos doze anos, dava aulas como professora rural. Ao concluir o curso Normal Rural, foi convidada por dona Helena Antipoff para trabalhar como professora das classes anexas à Escola Normal da Fazenda do Rosário, em Ibirité (MG), onde permaneceu por três anos.  
Em 1959, volta a Lavras, tendo sido nomeada a primeira diretora da Escola Estadual Tiradentes. Em 1961, é convidada para trabalhar novamente na Fazenda do Rosário, como assistente de dona Helena Antipoff e professora de Psicologia. Em 1962, por concurso, recebeu uma bolsa de estudos da Aliança para o Progresso, seguindo para a Universidade de Indiana, nos Estados Unidos, para estudar Psicologia da Criança e Educação Pré-Escolar. Lá conheceu Richard Guenther, com quem se casou. Desse casamento nasceu sua filha Louise.   
De volta ao Brasil, prestou serviços por dois anos no Instituto da Educação e Associação de Pais e Amigos dos Excepcionais, em Belo Horizonte, atendendo determinação da bolsa. Em 1966, voltou aos Estados Unidos, onde se graduou em Psicologia pela Universidade do Sul da Flórida e completou o mestrado em Orientação Educacional. Em 1971, ingressou na Universidade Federal de Minas Gerais como docente. Em 1973, fundaria oficialmente a APAE de Lavras para atender as pessoas com síndrome de Down.
Em 1975, foi novamente para os Estados Unidos e, com uma bolsa da Coordenação de Aperfeiçoamento de Pessoal de Nível Superior, fez o doutorado na Universidade da Flórida, em Psicologia da Educação, concluído em 1977. 

## Educação de crianças dotadas
Envolvida com a Educação e os bem-dotados, em 1984 resolve deixar a UFMG e dedicar-se inteiramente ao trabalho e pesquisa, sendo reconhecida no mundo como uma das primeiras pessoas a estudar a sério a questão dos dotes e talentos nas classes sociais desprotegidas. Convidada, foi para Salvador (BA), trabalhar na Escola Especial para Bem-Dotados da Fundação José Carvalho, por cinco anos. Nesse período, envolveu-se com o grupo internacional da categoria e foi eleita para o Conselho Mundial para Crianças Dotadas e Talentosas (WGTC), representando os países em desenvolvimento.
Em 1986, volta para os Estados Unidos; ali participa de congressos, encontros e conferências bem como em vários outros países: Alemanha, África do Sul e Portugal, onde ajudou a organizar a Associação Portuguesa para as Crianças Sobredotadas (APCS). Foi convidada pela Escola Superior de Educação Santa Maria, do Porto, a integrar o seu quadro como membro do Conselho Científico, responsável pela área de formação de professores.  

### Centro para Desenvolvimento do Potencial e Talento
Retornou ao Brasil e a Lavras no ano de 1989, continuando a manter contatos profissionais com os Estados Unidos, Canadá, Europa e América Latina. Em 1993, fundaria o Centro para Desenvolvimento do Potencial e Talento (CEDET), um centro de educação especial inovador, onde catalisou suas atividades e pesquisas. Também em 1993, fundaria a Associação de Pais e Amigos para Apoio ao Talento (ASPAT), entidade que congrega pessoas interessadas em colaborar nos trabalhos do CEDET. 
Atualmente, além de diretora técnica da ASPAT e supervisora do CEDET, é consultora de várias entidades educacionais, e do movimento da Educação Inclusiva em todo o Brasil; conduz seminários em cursos de mestrado e doutorado, orienta e co-orienta mestrandos e doutorandos em Portugal, e no Brasil, participa de teses de mestrado e doutorado em várias universidades nesses países. Presta ainda consultorias e assessorias a vários órgãos públicos, prefeituras e secretarias de Educação em todo o Brasil. Sua participação ativa no colegiado internacional se expressa por presença nos maiores congressos, eventos e associações como Conselho Mundial para Crianças Dotadas e Talentosas (WGTC) e Conselho Europeu para Capacidade Elevada (ECHA); é membro honorário da Associação Nacional para Estudos e Investigação na Sobredotação (ANEIS) e da Associação Portuguesa para as Crianças Sobredotadas (APCS), em Portugal, e Presidente Honorário do Conselho Brasileiro para Superdotação. Desde 2006 tem sua biografia publicada no “Who is Who in the World”, na área da Educação.  